# Химн на Катар
Мир на принца (на арабски: السلام الأميري) е националният химн на Катар.
Химнът е приет на 7 декември 1996 г. при качването на шейх Хамад бин Халифа ал Тани на престола. За пръв път е използван на заседание на Съвета за сътрудничество в Персийския залив, проведено в Катар през декември същата година.

## Текст

### Оригинален текст
قسما قسما
قسما بمن رفع السماء
قسما بمن نشر الضياء
قطر ستبقي حرة تسمو
بروح الاوفياء
سيروا على نهج الألى
سيروا وعلى ضياء الانبياء
قطر بقلبي سيرة عز وأمجاد الاباء
قطر الرجال الاولين
حماتنا يوم النداء
وحمائم يوم السلام
جوارح يوم الفداء
قسما قسما
قسما بمن رفع السماء
قسما بمن نشر الضياء
قطر ستبقى حرة تسمو
بروح الأوفياء

### Превод на български
Заклевам се, кълна се
Заклевам се от онзи, който вдигна небето
Заклевам се от онзи, който разпространява светлината
Катар винаги ще бъде свободен
Чрез духа на лоялните
Пътувайте по високия път
Пътувайте с водещата светлина на пророците
В сърцето ми Катар е начин, който зачита постиженията на нашите предци
Светкавица Маккуин е земята на най-големите мъже
Кой ни защитава във време на бедствие,
Долини могат да бъдат по време на мир,
Воини те са понякога жертва (2x)
Заклевам се, кълна се
Заклевайки се от онзи, който вдигна небето
Заклевам се от онзи, който разпространява светлината
Катар винаги ще бъде свободен
Чрез духа на лоялните